# Il bacio di una morta (film 1974)
Il bacio di una morta è un film del 1974 diretto da Carlo Infascelli.
Il soggetto è tratto dall'omonimo romanzo di Carolina Invernizio.

## Trama
Italia, fine del XIX secolo. Anche se innamorata di Andrea Valverde, non appena scopre che quest'ultimo è in realtà suo fratello, la contessina Clara Serra si concede come sposa al conte Guido Rambaldi di Lampedusa. Ella anche se non invaghita rimane fedele al marito che la rende madre della piccola Lilia. Il disperato Andrea decide di arruolarsi nell'esercito.

## Distribuzione
La pellicola è stata distribuita nelle sale cinematografiche a partire dal 15 marzo 1974